# Lambada, a tiltott tánc
A Lambada, a tiltott tánc (eredeti címe: The Forbidden Dance) 1990-ben bemutatott amerikai filmdráma, amelyet Greydon Clark rendezett. A forgatókönyvet Roy Langsdon és John Platt készítették. A főbb szerepekben Laura Harring, Sid Haig és Richard Lynch. 1990. március 16-án mutatták be az Egyesült Államokban, ugyanazon a napon a rivális Lambada filmmel. A produkciók a lambada táncőrületet próbálták pénzzé tenni, de mind a kettő kritikailag alulteljesített. Magyarországon 1990. június 14-én mutatták be a filmet.

## Cselekmény
Nisa egy észak-brazíliai törzs bennszülött hercegnője, aki Los Angelesbe érkezik, hogy megakadályozza, hogy egy amerikai vállalat elpusztítsa az esőerdőket. Vele tart a törzsi sámán, Joa, aki fekete mágiával átjut a cég őrein, de letartóztatják. A magára maradt Nisa Carmen segítségével munkát talál egy Beverly Hills-i villában egy házaspár cselédjeként, akiknek fia, Jason csak a táncnak él. Miután Jason felfedezi, hogy a nő tud táncolni, elviszi magával egy táncklubba. A férfi barátai azonban kiközösítik Nisát, a szülők pedig ellenzik a két fiatal kapcsolatát.
Nisa elszökik, és munkát kap az Xtasyban, egy lepukkant táncosbárban. A nő visszautasítja Jason barátainak közeledését, de a férfi megtudja, hogy hol találja őt meg. A kidobóemberrel azonban meggyűlik a baja, végül Joa siet a megmentésükre, aki elkábítja a kidobóembert. A sámán ezután visszamegy a törzshöz, míg Nisa és Jason, akik most már szerelmesek, egy táncversenyre készülnek, remélve, hogy a tévében bemutatott táncukkal az esőerdő sanyarú helyzetéről tudnak majd beszélni. Megnyerik a versenyt, ám a vállalat vezető strómanja, Benjamin Maxwell utána elrabolja Nisát. Jason megtalálja őket, és segít Nisának megszökni, de kificamítja a bokáját, és ezzel elszáll a műsorba való bekerülésük esélye. Szerencsére Joa felbukkan a színfalak mögött, begyógyítja Jason sebét, és a tánc a tervek szerint folytatódik. A közönség imádja őket, Nisa apja is csatlakozik a színpadhoz, bojkottot indítanak az esőerdő pusztítása ellen, majd mindenki lambadát táncol.

## Szereplők
| Szerep             | Színész          | Magyar hang       |
| ------------------ | ---------------- | ----------------- |
| Nisa               | Laura Harring    | Papp Ági          |
| Jason              | Jeff James       | Weil Róbert       |
| Carmen             | Ángela Moya      | Bessenyei Emma    |
| Joa                | Sid Haig         | saját hangján     |
| Katherine Anderson | Shannon Fannon   | n.a               |
| Bradley Anderson   | Linden Chiles    | n.a               |
| Queen              | Pilar Del Rey    | n.a               |
| King               | Ruben Moreno     | n.a               |
| Ashley Wells       | Barbra Brighton  | Tunyogi Bernadett |
| Benjamin Maxwell   | Richard Lynch    | n.a               |
| Mickey             | Miranda Garrison | Zsolnai Júlia     |
| Kurt               | Tom Alexander    | n.a               |
| Trish              | Connie Woods     | n.a               |
| Weed               | Steven Williams  | n.a               |
| Robin              | Remy O'Neil      | n.a               |
| Eddie              | Charles Meshack  | n.a               |
| Cami               | Sabrina Mance    | n.a               |
| Dave               | Kenny Johnson    | n.a               |
| Adriana Kaegi      | Adriana Kaegi    | n.a               |
| Kid Creole         | Kid Creole       | n.a               |

## Fogadtatás

### Kritikai visszhang
A filmet negatívan értékelte a kritika. A Rotten Tomatoeson 25%-os minősítést ért el 12 értékelés alapján. Owen Gleiberman az Entertainment Weeklytől azt írta: „A hollywoodi vígjátékok PG-13-as verziója annyira ügyetlen, hogy az ember bódult állapotba kerül.” John Pareles a New York Timestól azt írta: „A táncjelenetek alig szexibbek, mint egy bowlingbajnokság. De az esetlen párbeszédek és a szégyentelen folytonossági hibák kedvelőinek nem kell tovább keresgélniük.” Rita Kempley a Washington Posttól azt írta: „Harring, a korábbi Miss USA, biztosan nem táncolt a verseny tehetségkutató részében.”

### Bevétel adatai
A Box Office Mojo szerint a film 1,8 millió dolláros bevételt ért el, a költségvetésről nincs adat.